# Galene bispinosa
Galene bispinosa es una especie de cangrejo de la familia Galenidae. El nombre científico de la especie fue descrito en 1783 por Johann Friedrich Wilhelm Herbst con el protónimo de Cancer bispinosus. Es el único representante vivo del género Galene. 
Habita en aguas poco profundas hasta profundidades de unos 100 m.